# Première Nation de Berens River
Pour les articles homonymes, voir Berens River.
La Première Nation de Berens River est une bande indienne du Manitoba au Canada. Elle possède deux réserves, Berens River 13 et Pigeon River 13A, situées dans la forêt boréale à l'est du lac Winnipeg. Elle est membre du Conseil de Southeast Resource Development qui a ses bureaux à Winnipeg et qui comprend neuf Premières Nations. En février 2015, elle avait une population totale enregistrée de 3 246 membres dont 2 110 vivaient sur l'une des réserves. Elle est signataire du Traité 5.

## Géographie
La Première Nation de Berens River possède deux réserves : Berens River 13 et Pigeon River 13A. Berens River 13 a une superficie de 6 293 acres et est située à l'embouchure de la rivière Berens sur la rive est du lac Winnipeg. De son côté, Pigeon River 13A a une superficie de 852 acres et est située le long de la rivière Pigeon au sud de la rivière Berens.

## Gouvernement
La Première Nation de Berens River est gouvernée par un conseil élu composé d'un chef et de cinq conseillers.